# Candeal
Candeal is een gemeente in de Braziliaanse deelstaat Bahia. De gemeente telt 9.050 inwoners (schatting 2009).